# Bražciems
Bražciems es un barrio de la ciudad de Jūrmala, Letonia.

## Superficie
Posee una superficie de 3,9 kilómetros cuadrados (390 hectáreas).

## Población
Hasta 2008 presentaba una población de 179 habitantes, con una densidad de población de 45,9 habitantes por kilómetro cuadrado.